# 唯一的家园
（阿拉伯語：'لا أرض أخرى）是2024年上映的纪录片，为巴西勒·阿德拉、哈姆丹·比拉勒、尤瓦尔·亚伯拉罕和拉谢尔·瑟尔四名导演的首部作品，他们皆是来自巴勒斯坦和以色列的社运人士。

## 內容
本支紀錄片主要纪录以巴冲突背景下，巴勒斯坦约旦河西岸地区的居民遭以色列当局進行武力屯墾，並强制驱离當地住民的境况。巴勒斯坦導演巴西勒·阿德拉自小就以鏡頭持續記錄家人及家園的苦難生活，當他認識了來自敵對地區以色列的記者尤瓦爾·亞伯拉罕後，兩人建立了友誼並開啟了這部紀錄片的拍攝計畫，希望透過人性的角度，吸引更多人關注巴勒斯坦的現狀。
电影由巴勒斯坦与挪威两国共同制片，于2024年2月16日在第74屆柏林影展“大观”单元首映，获“大观”单元观众票选最佳纪录片奖。此外还获得柏林纪录片奖和第97届奥斯卡金像奖最佳纪录片奖。